# Rialto (California)
Rialto es una ciudad localizada en el condado de San Bernardino, California, Estados Unidos. Según estimaciones de la Oficina del Censo, en 2005 la ciudad tenía una población total de 93,284. Rialto es la sede de cuatro grandes centros de distribución: Staples, Inc., en la cual alberga mercancía para toda la Costa Oeste de los Estados Unidos, para empresas como Toys "R" Us, FedEx y Target localizada en el norte de la ciudad, en la comunidad de Las Colinas. Una de las empresas especializadas en fuegos artificiales, Pyro Spectaculars, tiene su sede en Rialto.

## Geografía
Rialto está localizada en las coordenadas 34°6′41″N 117°22′57″O / 34.11139, -117.38250 (34.111360, -117.382403).
Según la Oficina del Censo de los Estados Unidos, la ciudad tiene un área total de 56.7 km² (21.9 mi²). 56.6 km² (21.9 mi²) es tierra y el 0.05% es agua.

## Demografía
Al censo de 2000, había:
- 91,873 personas
- 24,659 hogares
- 20,516 familias residiendo en la ciudad

La densidad poblacional era de 1,622.0/km² (4,200.7/mi²). También habían 26,045 unidades unifamiliares en una densidad de 459.8/km² (1,190.9/mi²). La demografía de la ciudad era de origen:
- 51.21% Hispano o latino de cualquier raza
- 39.37% blanco
- 29.20% de otras razas
- 22.27% Afroamericano
- 5.21% de dos o más razas
- 2.47% Asiático
- 1.05% Amerindio
- 0.43% Isleños del Pacífico

## Educación
El Distrito Escolar Unificado de Rialto gestiona escuelas públicas.